# Julian Knorr
Julian Knorr (* 1812 in Posen, Provinz Posen; † 1881) war ein deutscher Historienmaler der Düsseldorfer Schule.

## Leben
Knorr studierte in den Jahren 1840 bis 1842 an der Kunstakademie Düsseldorf. Auf der Kunstausstellung der Berliner Akademie des Jahres 1842 stellte er das Historienbild Ermordung des Bischofs Stanislaus durch den polnischen König Boreslaw aus. Ein weiteres Bild, das ihm zugeschrieben wird, trägt den Titel Marktplatz in Posen.